# Mathias Fagerström
Mathias Fagerström, född 28 januari 1984 i Sundsvall, är en svensk professionell ishockeymålvakt som just nu spelar för bulgariska NSA Sofia.
Mathias spelade för Medelpad i TV-pucken 1999.